# Animanimals
Animanimals ist eine deutsche Zeichentrickserie. Die Erstausstrahlung erfolgte am 12. Oktober 2013 auf KiKA, Hauptzielgruppe sind Kinder im Vorschulalter. Die von der Trickfilm-Regisseurin und Autorin Julia Ocker geschaffene Serie wurde 2019 mit dem Grimme-Preis ausgezeichnet. Die ersten Episoden entstanden im Rahmen der SWR-Kindersendung Ich kenne ein Tier.

## Handlung
Jede der Episoden dreht sich um ein Tier, welches eine bestimmte Situation oder Aufgabe bewältigen muss. Dabei kommt es immer wieder zu witzigen und skurrilen Erlebnissen, etwa wenn das Zebra versucht, seine durcheinander geratenen Streifen wieder zu sortieren, der Löwe nicht genügend Kondition hat, um der Gazelle nachzulaufen oder sein achter Arm den Kraken am Kuchen backen hindert.
Die Serie kommt komplett ohne Sprache aus. Motive der Handlungen sind unter anderem Teamarbeit, Zusammenhalt, Kreativität und soziale Kompetenz.

## Episoden
| Nr. | Titel           | Erstausstrahlung  |
| --- | --------------- | ----------------- |
| 1   | Zebra           | 12. Oktober 2013  |
| 2   | Kuh             | 2. Dezember 2013  |
| 3   | Krake           | 23. November 2015 |
| 4   | Krokodil        | 11. November 2015 |
| 5   | Wolf            | 18. November 2015 |
| 6   | Feuersalamander | 6. April 2018     |
| 7   | Löwe            | 7. April 2018     |
| 8   | Faultier        | 8. April 2018     |
| 9   | Ameise          | 9. April 2018     |
| 10  | Delfin          | 10. April 2018    |
| 11  | Pinguin         | 11. April 2018    |
| 12  | Pferd           | 12. April 2018    |
| 13  | Regenwurm       | 13. April 2018    |
| 14  | Pfau            | 14. April 2018    |
| 15  | Flamingo        | 15. April 2018    |
| 16  | Anglerfisch     | 16. April 2018    |
| 17  | Fliege          | 17. April 2018    |
| 18  | Dackel          | 18. April 2018    |
| 19  | Giraffe         | 19. April 2018    |
| 20  | Nacktschnecke   | 20. April 2018    |
| 21  | Elefant         | 21. April 2018    |
| 22  | Schlange        | 22. April 2018    |
| 23  | Krabbe          | 23. April 2018    |
| 24  | Fledermaus      | 24. April 2018    |
| 25  | Schaf           | 25. April 2018    |
| 26  | Bär             | 26. April 2018    |

## Auszeichnungen (Auswahl)

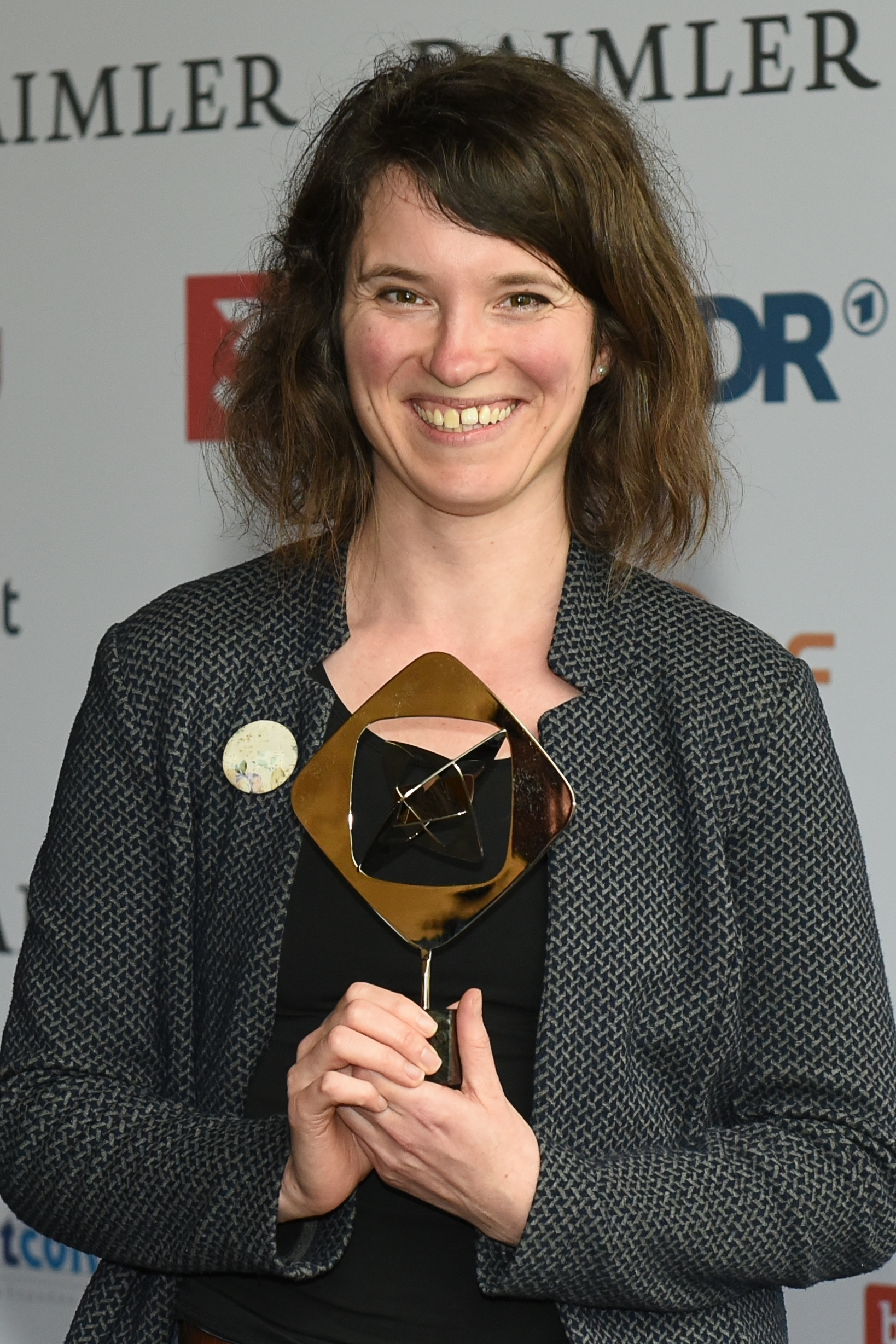
Julia Ocker bei der Grimme-Preisverleihung 2019

Animanimals bzw. einzelne Episoden der Serie wurden auf zahlreichen internationalen Filmfestivals aufgeführt und ausgezeichnet.
- 2014: Chicago Children’s Film Festival: Auszeichnung in der Kategorie „Best Film for Young Children“ für die Episode Zebra
- 2014: UNICEF Award bei der Biennial of Animation Bratislava für die Episode Zebra
- 2015: Bamberger Kurzfilmtage: Auszeichnung als „Bester Kinderfilm“ für die Episode Zebra
- 2016: Children’s Film Festival Mexico City: Auszeichnung als „Best Animated Film“ für die Episode Krake
- 2018: Anima Mundi, Brasilien: Auszeichnung in der Kategorie „Best Children’s Short“ für die Episode Ameise
- 2018: Internationales Trickfilm-Festival Stuttgart: Auszeichnung in der Kategorie „Tricks for Kids – Animationsserie National“ für die Episode Faultier
- 2019: Grimme-Preis in der Kategorie Kinder & Jugend
- 2019: Nominierung für den International Emmy Kids Award

## Rezeption
Die Jury des Grimme-Preises lobte die Serie für ihre „liebevolle, hochwertige Animation, die durch ihr starkes Augenmerk auf Details eine einzigartige Ästhetik“ hervorruft. Animanimals sei ein „herausragendes Unterhaltungsformat für die jüngste Zielgruppe“, hervorgehoben wurde zudem die subtile Art und Weise des pädagogischen Aspekts. Zusammenfassend bezeichnete die Jury die Serie als „herausragendes Beispiel für hochwertiges, innovatives und mutiges Kinderfernsehen, das sich von der breiten Masse absetzt“.